# Leptogium massiliense
Leptogium massiliense är en lavart som beskrevs av Nyl. Leptogium massiliense ingår i släktet Leptogium och familjen Collemataceae.   Inga underarter finns listade i Catalogue of Life.